# Belles Lettres
Belles Lettres (französisch belles lettres ‚schöne Literatur‘) ist ein im 17. Jahrhundert aufgekommener Begriff für den vor allem von französischen Moden geprägten Bereich des Buchmarkts, der sich zwischen der geisteswissenschaftlichen und naturwissenschaftlichen Literatur (lettres bzw. sciences) einerseits und der anspruchslosen Buchproduktion andererseits einrichtete (die im 19. Jahrhundert im Deutschen unter das Wort Volksbücher geriet). Parallel dazu etablierte sich der Begriff „Schöne Literatur“, der heute synonym mit „Belletristik“ gebraucht wird.

## Geschichte
Im Englischen wurden die belles lettres lange Zeit unter dem Wort polite literature gehandelt, im Deutschen setzte sich Ende des 17. und Anfang des 18. Jahrhunderts zuerst das Wort „galante Wissenschaften“ durch. Dieser Begriff fiel jedoch der im 18. Jahrhundert aufkommenden Kritik am galanten Stilideal zum Opfer und konnte sich in der Folge nicht halten. Die gelehrte Poesiekritik etablierte ab den 1720er-Jahren als prestigeträchtigeren und mehr auf die Kunst ausgerichteten Begriff die „schönen Wissenschaften“. Auf dem Weg ins 19. Jahrhundert wurde das Wort „schöne Literatur“ zum Synonym für die „poetische Nationalliteratur“. In der Mitte des 19. Jahrhunderts wurde der Begriffsinhalt von „Literatur“ neu definiert, sodass er vor allem die poetischen und fiktionalen Werke der Nation erfasste. Der Begriff der Belles Lettres gewann im Deutschen zu diesem Zeitpunkt neue Bedeutung und wurde für den internationalen populären Buchmarkt verwendet.
Im 20. Jahrhundert setzte sich die abgeleitete Wortfügung Belletristik durch. „Belletristik“ umfasst heute weitgehend das Erbe der Belles Lettres.